# Ricardo Coelho
Ricardo Coelho (4 de noviembre de 1998) es un deportista portugués que compite en piragüismo en la modalidad de maratón.
Ganó una medalla de bronce en el Campeonato Mundial de Piragüismo en Maratón de 2024 y tres medallas en el Campeonato Europeo de Piragüismo en Maratón entre los años 2021 y 2025.

## Palmarés internacional
| \| Campeonato Mundial \| Campeonato Mundial \| Campeonato Mundial \| Campeonato Mundial \| \| Año \| Lugar \| Medalla \| Competición \| \| ------------------ \| ------------------------ \| ------------------ \| ------------------ \| \| 2024 \| Metković (Croacia) \| Medalla de bronce \| C2 \| \| Campeonato Europeo \| \| \| \| \| Año \| Lugar \| Medalla \| Competición \| \| 2021 \| Moscú (Rusia) \| Medalla de plata \| C2 \| \| 2024 \| Poznań (Polonia) \| Medalla de plata \| C2 \| \| 2025 \| Ponte de Lima (Portugal) \| Medalla de oro \| C2 \| |                          |                   |             |
| Campeonato Mundial |                          |                   |             |
| Año | Lugar                    | Medalla           | Competición |
| 2024 | Metković (Croacia)       | Medalla de bronce | C2          |
| Campeonato Europeo |                          |                   |             |
| Año | Lugar                    | Medalla           | Competición |
| 2021 | Moscú (Rusia)            | Medalla de plata  | C2          |
| 2024 | Poznań (Polonia)         | Medalla de plata  | C2          |
| 2025 | Ponte de Lima (Portugal) | Medalla de oro    | C2          |